# Czesław Miłosz
Czesław Miłosz, poljski pisatelj, pesnik, diplomat, prejemnik Nobelove nagrade za književnost leta 1980, * 30. junij 1911, † 14. avgust 2004.

## Prevodi njegovih knjižnih del v slovenščino
- Dolina Isse, roman, Dežela Ulro, eseji, Iz pesmi /prevajalca - Moder Janko/ Šalamun Katarina - Biedrzycka/ Cankarjeva založba / izšlo leta  1981/
- Somrak in svit, poezija /prevajalci - Lojze Krakar, Tone Pretnar, Wanda Stępniakówna, Rozka Štefan / izdala založba Partizanska knjiga/ izšlo leta 1987/
- Življenje na otokih, izbor esejev /prevedla Unuk Jana/ izdala Študentska založba, zbirka Beletrina/ izšlo leta 1997/
- Psiček ob cesti kratka proza / prevedla Unuk Jana/ izdala založba Nova Obzorja / izšlo leta 2001/
- Prevzem oblasti roman / prevedla Katarina Šalamun - Biedrzycka/ izdala založba Nova revija / izšlo leta 2003.
- Pričevanje poezije, Šest predavanj o stiskah našega stoletja (eseji) /prevedla Jana Unuk / Društvo Apokalipsa, 2006.
- Zvonovi pozimi poezija / prevedli Jana Unuk, Katarina Šalamun - Biedrzycka, Tone Pretnar, Rozka Štefan, Lojze Krakar, Primož Čučnik in Agnieszka Będkowska - Kopczyk  /izdala Študentska založba zbirka Beletrina/ izšlo leta 2008.
- Od sončnega vzhoda do njegovega zahoda (pesniška zbirka), prev. Jana Unuk, Poetikonove lire 32, Hiša poezije 2012.